# Cunoniaceae
Cunoniaceae là danh pháp khoa học của một họ thực vật với khoảng 26-27 chi và 280-350 loài cây thân gỗ thuộc quần thực vật Nam Cực, bản địa của Australia, New Caledonia, New Guinea, New Zealand, miền nam Nam Mỹ, quần đảo Mascarene và miền nam châu Phi. Một vài chi có vùng phân bố rời rạc đáng chú ý, được tìm thấy trên nhiều hơn một châu lục, chẳng hạn Cunonia tại Nam Phi và New Caledonia, còn Caldcluvia và Eucryphia có ở cả Australia và Nam Mỹ. Caldcluvia cũng có khu vực sinh sống vượt qua đường xích đạo tới Philippines còn Geissois tới Fiji trong Thái Bình Dương.
Họ này bao gồm các loài cây gỗ, cây bụi và dây leo; chủ yếu là thường xanh nhưng có một vài loài là sớm rụng lá. Lá của chúng chủ yếu mọc đối hay mọc vòng, ít khi so le, là lá đơn hay kép lông chim với các lá chét có khía răng cưa, thường với cuống lá dễ thấy. Hoa thường nhỏ, có 4 hay 5 (hiếm khi 3 hay nhiều tới 10) lá đài và cánh hoa. Chỉ nhị thường dài hơn cánh hoa. Quả thường là quả nang cắt vách dạng gỗ chứa nhiều hạt nhỏ; các hạt có nội nhũ chứa dầu.
Các hoa hóa thạch của Platydiscus peltatus có niên đại Hậu Phấn trắng tại Thụy Điển khoảng 83 triệu năm trước dường như là liên quan và gán vào họ này là hợp lý.
Các chi đa dạng nhất về loài là Weinmannia (khoảng 160 loài), Pancheria (khoảng 26 loài). Các họ Baueraceae, Davidsoniaceae và Eucryphiaceae, trước đây coi là các họ riêng biệt thì hiện nay đều gộp trong họ Cunoniaceae.
Morgan và Soltis (1993) ban đầu liên kết Baueraceae và Cunoniaceae. Các chi Acsmithia và Spiraeanthemum tạo thành một nhánh có quan hệ chị em với phần còn lại của họ.

## Các chi
Sắp xếp dưới đây là theo Bradford et al. (2001, 2004), với điều chỉnh theo Hopkins et al. (2013)
- Tông Spiraeanthemeae:
  - Spiraeanthemum (bao gồm cả Acsmithia)
- Tông Schizomerieae:
  - Anodopetalum
  - Ceratopetalum
  - Platylophus (bao gồm cả Trimerisma)
  - Schizomeria (bao gồm cả Cremnobates)
- Tông Geissoieae:
  - Geissois
  - Gillbeea
  - Karrabina[7]
  - Lamanonia (bao gồm cả Belangera, Polystemon)
  - Pseudoweinmannia
- Tông Caldcluvieae:
  - Ackama
  - Caldcluvia (bao gồm cả Betchea, Dichynchosia, Dirhynchosia, Stollaea)
  - Opocunonia
  - Spiraeopsis
- Tông Codieae:
  - Callicoma (bao gồm cả Calycomis R. Brown ex Nees & Sinning[8])
  - Codia (bao gồm cả Pfeifferago)
  - Pullea (bao gồm cả Stutzeria)
- Tông Cunonieae:
  - Cunonia (bao gồm cả Oosterdickia)
  - Pancheria
  - Vesselowskya
  - Weinmannia (bao gồm cả Arnoldia, Leiospermum, Ornithrophus, Pterophylla, Windmannia)
- Không đặt trong tông:
  - Acrophyllum (bao gồm cả Calycomis D.Don[8])
  - Aistopetalum
  - Bauera
  - Davidsonia
  - Eucryphia
  - Hooglandia

Chi Aphanopetalum (bao gồm cả Platyptelea) trước đây đặt trong họ này, nhưng hiện nay coi là chi duy nhất với 2 loài tạo thành họ Aphanopetalaceae của bộ Saxifragales.